# Psacothea hilaris
Espèce
Psacothea hilaris, le longicorne à taches jaunes, est une espèce de coléoptères longicornes de la sous-famille des Lamiinae.